# Набэсима Наооки
Набэсима Наооки (яп. 鍋島 直興, 1 августа 1730 — 15 июля 1757) — японский даймё периода Эдо, 5-й правитель княжества Хасуноикэ (1750—1757).

## Биография
Родился в Хасуикэ (ныне район города Сага) как старший сын Набэсимы Наоцунэ, 4-го даймё Хасуноикэ. Мать, наложница Мука-ин, дочь Инудзуки Цунэаки. В конце 1749 года Наоцунэ умер, и в начале 1750 года Наооки стал следующим даймё. Из-за финансовых трудностей Наооки начал собирать дополнительный налог и запретил крестьянам переезжать в другие княжества. 
В 1757 году Набэсима Наооки умер в Хасуикэ в возрасте 26 лет. Считается, что причиной смерти стал отёк. Поскольку у него не было детей, ему наследовал его младший брат Наохиро.